# やくざ渡り鳥 悪党稼業
『やくざ渡り鳥 悪党稼業』(やくざわたりどり あくとうかぎょう）は、1969年4月16日に公開された日本映画。監督江崎実生、主演は小林旭、金と麻薬を巡り3人の強欲な男たちが入り乱れて争う任侠アクション映画。小林旭と渡哲也の数少ない共演作であり、最後の共演となった。

## 配役
- 小林旭 : 鬼頭善吉
- 渡哲也 : 香港ジョー
- 谷村昌彦 : 松吉
- 長谷川照子 : 立原信子
- 松井康子 : 菊丸
- 牧紀子 : 結城みどり
- 園佳也子 : 由紀江
- 加原武門 : 南条竜作
- 郷えい治 : 南条茂
- 高品格 : 宇野
- 木島一郎 : 黒沼
- 榎木兵衛 : 郷田
- 市村博 : 健
- 玉村駿太郎 : 小泉
- 吉田昌史 : 千太
- 秋とも子 : 勝子
- 高樹蓉子 : 芳江
- 市村久 : 医師
- 荒井岩衛 : 主任刑事
- 清川虹子 : かね
- 宍戸錠 : 立原政五郎

## スタッフ
- 監督 ： 江崎実生
- 脚本 ： 山崎巌
- 企画 ： 友田二郎
- 音楽 ： 佐藤允彦
- 撮影 : 横山実
- 編集 : 鈴木晄
- 主題歌 : 「旅心」: 小林旭
- 挿入歌 : 「旅浪のブルース」: 小林旭、「男というものは」: 三代歌子

## 併映作品
- 『夜の牝 年上の女』: 西河克己監督